# Marinesiedlung (Berlin)

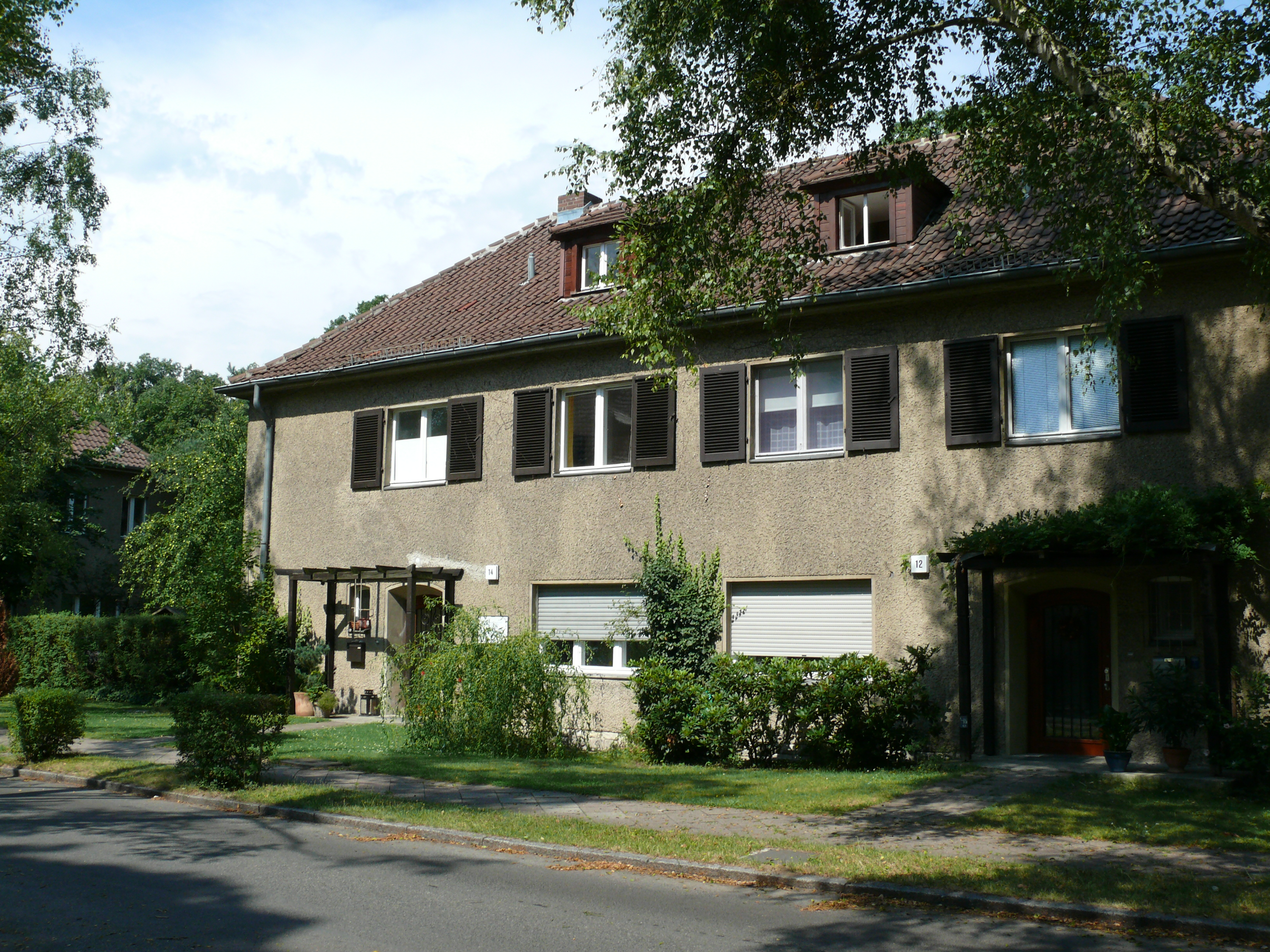
Marinesteig 14, ehemaliges Wohnhaus der Familie Brandt

Die Marinesiedlung im Berliner Bezirk Steglitz-Zehlendorf wurde in den Jahren 1938–1943 nach Plänen des Architekten Rudolf Kühn errichtet. Bauherr war die Gemeinnützige GmbH für Schaffung von Wohngelegenheiten von Reichsangehörigen.
Die Wohnbauten für gehobene Marineoffiziere waren notwendig geworden, nachdem die Nationalsozialisten vor dem Zweiten Weltkrieg die Kriegsmarine enorm vergrößerten. Die Siedlungsstraße erhielt am 29. März 1939 den naheliegenden Namen Marinesteig. Bis zum Kriegsende war die Siedlung fast ausschließlich Kapitänen und Stabsbeamten vorbehalten.
Nach dem Zweiten Weltkrieg entwickelte sich die Siedlung, die oberhalb des Schlachtensee-Südufers liegt, zu einer beliebten Wohngegend. Prominentester Bewohner war der Regierende Bürgermeister und spätere Bundeskanzler Willy Brandt im Haus Marinesteig Nr. 14.
Die Marinesiedlung ist denkmalgeschützt: Die Landeskonservatoren sehen in ihr „eine bemerkenswerte Anlage von hohem konzeptionellen Wert“. Einige Bauten wurden in den Jahren 2000–2005 saniert.

## Erste Bewohner (Marine)
- Heinz Assmann (1904–1954), Korvettenkapitän auf dem Schlachtschiff Tirpitz
- Kurt Braun (1899–1968), Korvettenkapitän, Verwaltungsoffizier
- Georg Höppner (* 1876), Fregattenkapitän OKM
- Axel Loewe (1883–1955), Kapitänleutnant
- Heinz Buchholz (1909–1944), Kapitänleutnant und U-Bootkommandant u. a. von U 177
- Werner Schönermark, Kapitän zur See auf dem Schlachtschiff Gneisenau
- Leo Kreisch (1895–1977), Vizeadmiral
- Leopold Siemens (1889–1979), Vizeadmiral
- Albrecht Achilles, Kommandant U 161
- Witwe von Hans Wilhelm Langsdorff, Kommandant des Panzerschiffes Admiral Graf Spee
- Walter Druschki (1900–1987), Korvettenkapitän, Referent im OKM
- Robert Eyssen, Konteradmiral auf dem Hilfskreuzer Komet
- Heino von Heimburg, Vizeadmiral
- Emil Ruhfus (* 1896), Korvettenkapitän Marinestammregiment Beverloo 1
- Wolfgang Dietrich (1892–1945), Korvettenkapitän und später Seekommandant Sandnessjöen
- Johannes Priemer (1888–1946), Fregattenkapitän, Verwaltungsoffizier, OKM
- Leopold Bürkner, Vizeadmiral und Auslandschef der Abwehr
- Hansjürgen Reinicke (1902–1978), Fregattenkapitän auf Zerstörer Z 28
- Wilhelm Scheer, Kommandant der Marine-Flak-Abteilung Lorient
- Erich Holtorf (1901–1978), Korvettenkapitän, einziger Kommandant von Z 17 und Schiffbaukommission des OKM
- Eberhard Weichold, Konteradmiral und Befehlshaber des Deutschen Marinekommandos Italien
- Gustav Kleikamp, Kapitän auf der Schleswig-Holstein, die am 25. August 1939 in den Danziger Hafen einlief und am 1. September 1939 mit dem Angriff auf die Westerplatte den Zweiten Weltkrieg auslöste.
- Gottfried Krüger (* 1899), Kapitän zur See im Marineoberkommando Norwegen
- Werner Goette (1896–1968), Fregattenkapitän OKM
- Hans Heerhartz (* 1901), Fregattenkapitän und Ingenieur, Chef der Abteilung Betrieb für Unterseeboote und angegliederte Schiffe des Befehlshabers des Unterseeboote-Bereichs im Oberkommando der Marine
- August Huss (* 1896), Korvettenkapitän und Ingenieur, Abteilungschef im OKM
- Lotte Neumann, berühmte Filmschauspielerin der 1920er Jahre

## Spätere prominente Bewohner
- Willy Brandt, Regierender Bürgermeister von Berlin und später deutscher Bundeskanzler
- Ralf J. Radlanski, Anatom, Kieferorthopäde und Hochschullehrer, Professor und Direktor am Institut für klinisch-theoretische Zahn-, Mund- und Kieferheilkunde an der Freien Universität Berlin
- Prinz Pi, Rapper